# Betty Carter

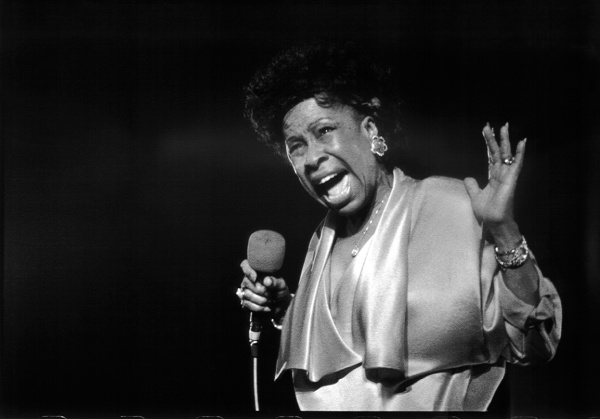
Betty Carter (1986)

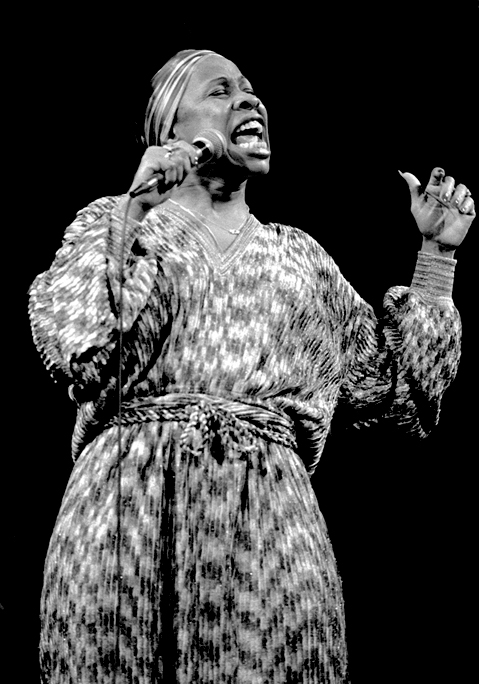
Betty Carter 1979 (Photo: Brian McMillen)

Betty Carter (* 16. Mai 1929 in Flint/Michigan als Lillie Mae Jones; † 26. September 1998 in New York City) war eine US-amerikanische Jazz-Sängerin. Mit ihrem rauchig intimen Timbre galt sie als die „Stimme des Bebop“ (Ulfert Goemann).

## Leben und Wirken
Carter, die Tochter eines Chorleiters, kam mit ihrer Familie schon als Kind nach Detroit, wo sie am Conservatory of Music Klavier und Gesang studierte. In den 1940er Jahren trat sie zunächst unter dem Pseudonym Lorraine Carter auf. Von 1948 bis 1951 tourte sie mit der Band von Lionel Hampton, der ihr den Spitznamen Betty Bebop gab. Ab 1951 trat sie in New York, Philadelphia und Washington, D.C. mit Musikern wie Charlie Parker, Dizzy Gillespie, Miles Davis, Muddy Waters, T-Bone Walker und Thelonious Monk auf, inzwischen unter dem Namen Betty Carter.
Bereits ab 1953 nahm sie unter eigenem Namen auf. Zwischen 1960 und 1963 tourte sie mehrmals mit Ray Charles, mit dem sie 1960 ein Balladen-Album einspielte; berühmt wurde das dort enthaltene Duett Baby It’s Cold Outside. Bedingt durch die Erziehung ihrer Kinder trat sie in den folgenden Jahren kürzer. Mit Sonny Rollins trat sie 1963 in Japan und 1964 in England auf. Größere Beachtung fand das 1964 eingespielte Album Inside Betty Carter mit Harold Mabern als Partner. 1970 gründete sie das Platten-Label Bet-Car Records, bei dem in der Folgezeit ein Großteil ihrer Alben erschien. 1976 feierte sie triumphale Erfolge bei den Berliner Jazztagen und dem Belgrader Festival. In den nächsten Jahren unternahm sie weitere Konzertreisen durch Europa und trat in der Carnegie Hall und mehrmals beim Newport Jazz Festival auf. 1979 gehörte Betty Carter zu den Stars des Women In Jazz-Festivals in Rom; ihr im gleichen Jahr eingespieltes Album The Audience With Betty Carter wurde 1981 für einen Grammy nominiert.
Neben ihrer eigenen musikalischen Karriere erwarb sich Carter einen Ruf als „Patentante des Jazz“; zu den von ihr entdeckten oder geförderten Talenten gehören u. a. John Hicks, Mulgrew Miller, Cyrus Chestnut, Mark Shim, Benny Green, Stephen Scott und Kenny Washington. 1993 eröffnete sie die Veranstaltungsreihe Jazz Ahead, bei der sie eine Woche lang mit zwanzig jungen Jazzmusikern arbeitete. „Ich will, dass meine Musik interessant für die Musiker ist, zu viele Leute fallen auf das klassische Bebop-Idiom zurück, wenn sie scatten. Ich entwickle mich mit jungen Musikern weiter.“  1987 trat sie gemeinsam mit Carmen McRae auf (The Carmen McRae-Betty Carter Duets), die sie als „die einzige Jazzsängerin, die einzig wirklich improvisierende“ kennzeichnete.
Für das Album Look What I Got von 1988 erhielt sie einen Grammy Award als beste Sängerin. Auch die Alben Droppin’ Things (1990) und It’s Not About the Melody (1992) wurden für einen Grammy nominiert. 1997 verlieh ihr US-Präsident Bill Clinton die National Medal of Arts. Auf dem Höhepunkt ihres Ruhms erlag sie einem Krebsleiden.

## Diskographie
- Meet Betty Carter and Ray Bryant mit Ray Bryant, Wendell Marshall, Philly Joe Jones, Jerome Richardson, 1955
- Social Call mit Ray Bryant, Jerome Richardson, Wendell Marshall, Philly Joe Jones, Quincy Jones, Hank Jones, Bernie Glow, Nick Travis, Conte Candoli, Joe Ferrante, Urbie Green, Jimmy Cleveland, Sam Marowitz, Al Cohn, Seldon Powell, Danny Bank, Gigi Gryce, 1956
- Out There with Betty Carter, 1958
- I Can’t Help It mit Ray Copeland, Melba Liston, Jerome Richardso, Wynton Kelly, Peck Morrison, Specs Wright, Kenny Dorham, Gigi Gryce, Jimmy Powell, Benny Golson, Sahib Shihab, Sam Jones, 1958–60
- The Modern Sound of Betty Carter, 1960
- Ray Charles and Betty Carter, 1961
- ’Round Midnight mit Shelly Manne, Ed Shaughnessy, Russ Freeman, Walter Davis, Lloyd Mayers, Conte Candoli, Joe Newman, Richard Kamuca, Bob Ashton, Monty Budwig, George Duvivier, Richard Davis, John Pizzarelli, Kenny Burrell, Gary Chester, Sidney Edwards, Edgardo Sodero, Lucien Schmit, Seymour Barab, Phil Woods, Danny Bank, Jimmy Cleveland, 1962–63
- Inside Betty Carter mit Harold Mabern, Bob Cranshaw, Roy McCurdy, Kenny Burrell, 1964
- Finally, Betty Carter mit Norman Simmons, Lisle Atkinson, Al Harewood, 1969
- ’Round Midnight mit Norman Simmons, Lisle Atkinson, Al Harewood, 1969
- At the Village Vanguard mit Norman Simmons, Lisle Atkinson, Al Harewood, 1970
- The Betty Carter Album mit Danny Mixon, Onaje Allan Gumbs, Buster Williams, Louis Hayes, Chip Lyle, 1972
- Now It’s My Turn mit John Hicks, Walter Booker, 1976
- I Didn’t Know What Time It Was mit John Hicks, Dennis Owen, Cliff Barbaro, 1976
- The Audience with Betty Carter mit John Hicks, Curtis Lundy, Kenny Washington, 1979
- Whatever Happened to Love? mit Khalid Moss, Curtis Lundy, Lewis Nash, 1982
- Carmen McRae-Betty Carter Duets mit Carmen McRae, Eric Gunnison, Jim Hughart, Wynard Harper, 1987
- Look What I Got mit Benny Green, Stephen Scott, Curtis Lundy, Lewis Nash, 1988
- Droppin’ Things mit Geri Allen, Marc Cary, Craig Handy, Freddie Hubbard, Taurus Mateen, Gregory Hutchinson, 1990
- It’s Not About the Melody mit Cyrus Chestnut, John Hicks, Mulgrew Miller, Craig Handy, Walter Booker, Christian McBride, Ariel J. Roland, Jeff Tain Watts, Lewis Nash, Clarence Penn, 1992
- Feed the Fire mit Geri Allen, Dave Holland, Jack DeJohnette, 1993
- I’m Yours, You’re Mine mit Mark Shim, Andre Heyward, Xavier Davis, Curtis Lundy, Matt Hughes, Gregory Hutchinson, 1996
- The Music Never Stops (Blue Engine, 1992, ed. 2019)

### Lexigraphische Einträge
- Ian Carr, Digby Fairweather, Brian Priestley: Rough Guide Jazz. Der ultimative Führer zur Jazzmusik. 1700 Künstler und Bands von den Anfängen bis heute. Metzler, Stuttgart/Weimar 1999, ISBN 3-476-01584-X.
- Leonard Feather, Ira Gitler: The Biographical Encyclopedia of Jazz. Oxford University Press, New York 1999, ISBN 0-19-532000-X.
- Wolf Kampmann (Hrsg.), unter Mitarbeit von Ekkehard Jost: Reclams Jazzlexikon. Reclam, Stuttgart 2003, ISBN 3-15-010528-5.
- Martin Kunzler: Jazz-Lexikon. Band 1: A–L (= rororo-Sachbuch. Bd. 16512). 2. Auflage. Rowohlt, Reinbek bei Hamburg 2004, ISBN 3-499-16512-0.